# Ivan Pomàzanski
Ivan Aleksàndrovitx Pomàzanski, rus: Иван Александрович Помазанский (Kíev, 30 de març de 1848 - 1918), fou un compositor rus.
Estudià en la Capella Reial i en el Conservatori de Sant Petersburg, i el 1868 fou nomenat arpista i mestre de cors de l'Òpera Imperial.
És autor de la cantata La mort de Simson, d'una obertura sobre motius populars russos i de nombroses melodies vocals.